# باشگاه فوتبال هارد راک
باشگاه فوتبال هارد راک یک باشگاه فوتبال حرفه‌ای گرنادایی از سوترز است که در لیگ برتر گرانادا بازی می‌کند. آنها چهار بار قهرمان لیگ شده‌اند.